# Otto Kinkeldey
Otto Kinkeldey (New York, 27 novembre 1878 – Orange, 19 settembre 1966) è stato un docente, musicista e musicologo statunitense.

## Biografia
Kinkeldey nacque a Manhattan (New York) il 27 novembre 1878. 
Si diplomò nel 1898 al City College di New York e frequentò i corsi di filosofia e di lettere all'Università di New York (1898-1900) e di musica alla Columbia University (1900-1902), allievo di Edward MacDowell.
Dal 1898 al 1902, fu organista e direttore del coro dell'Episcopal Chapel of the Incarnation in New York.
Successivamente studiò musica, letteratura, storia, per il suo dottorato (1909) all'Università di Berlino sotto la guida di Hermann Kretzschmar, e alla Royal Academic Institute for Church Music di Berlino, con i docenti Johannes Wolf e Robert Radecke.
Dal 1902, dopo il suo trasferimento in Europa, diventò l'organista della Chiesa americana di Berlino. 
Nel 1909 assunse il ruolo di insegnante di organo e di teoria musicale all'Università di Breslavia e cinque anni dopo ritornò negli Stati Uniti per prestare servizio nell'Esercito degli Stati Uniti durante la prima guerra mondiale, per ricoprire l'incarico di professore di musicologia alla Cornell University (1923), oltreché per dirigere la divisione musicale della Public Library di New York (1915-1923).
Nel 1930 diresse la Biblioteca della Cornell University.
Si ritirò nel 1946 come professore della Cornell e continuò a insegnare in altre università. 
Dal 1946 al 1948, Kinkeldey fu visiting professor di musicologia all'Università di Harvard; nel biennio successivo insegnò musicologia all'Università del Texas ad Austin; e per l'anno scolastico 1951-1952 fu docente al College of Music dell'University of North Texas.
Al North Texas, Kinkeldey collaborò con la musicologa Anna Harriet Heyer (1909-2002).
Fu uno dei fondatori della Music Library Association e della American Musicological Society.
Fu eletto primo presidente dell'American Musicological Society nel 1935, che lo onorò creando il premio Otto Kinkeldey, assegnato ogni anno per riconoscere il libro più illustre in musicologia pubblicato durante l'anno precedente.
Tra le sue pubblicazioni più importanti, vi sono: Orgel und Klavier in der Musik des 16. Jahrhunderts (1910), oltre alla ristampa della Harmonische Freude di Erlebach.